# Хабаров, Иван Никитич
Иван Никитич Хабаров (1888—1960) — советский военачальник, генерал-лейтенант (1945).

## Биография
Родился в деревне Сараи 12 ноября 1888 года.
В годы Гражданской войны вступил в РККА. Участвовал в боевых действиях, командовал батальоном, затем 240-м стрелковым полком.

### Советско-финская война
13 сентября 1939 назначен командующим формируемой 8-й армии, которая вела боевые действия в начале войны с Финляндией на фронте от Северного Приладожья до района населенного пункта Иломантси.

8-ю армию возглавлял комдив Хабаров. Ему нельзя было отказать в смелости, но опирался он на опыт времен гражданской войны, придерживался прямолинейной тактики, действовал на ура.— Рытов А. Г. Рыцари пятого океана. — Изд. 2-е, доп. — М.: Воениздат, 1970. — 376 с. — (Военные мемуары). — С.97.
Решением Ставки 13 декабря 1939 снят с должности командующего армией и заменён Г. М. Штерном. До конца войны служил в управлении по снабжению войск 8-й, 9-й и 14-й армий.

### Великая Отечественная война
На начало войны с Германией (22 июня 1941 года) — помощник командующего Западным фронтом по военно-учебным заведениям. Во время Приграничного сражения 26 июня 1941 года направлен в район Барановичей для координации отражения немецкого наступления, однако о его действиях в первые дни войны ничего не известно.
Далее в 1941—1943 годах — начальник военных школ УрВО.
23 декабря 1943 года командирован на фронт и назначен заместителем нового командующего 2-й ударной армией И. И. Федюнинского. В этой должности прослужил до конца Великой Отечественной войны.
После окончания Великой Отечественной войны служил заместителем командующих различных военных округов. 26 мая 1950 вышел в отставку по состоянию здоровья.
Похоронен в Санкт-Петербурге на Большеохтинском кладбище.

## Звания
- Комдив (26.11.1935[5])
- Генерал-майор (4.06.1940[6])
- Генерал-лейтенант (19.04.1945[7])

## Награды
- Орден Ленина
- 4 ордена Красного Знамени (1920[3], 1922[3])
- Орден Кутузова I степени
- Орден Кутузова II степени
- Орден Отечественной войны I степени